# Ngữ hệ Önge
Ngữ hệ Önge, còn gọi là ngữ hệ Nam Andaman hay ngữ hệ Jarawa–Önge, là một ngữ hệ nhỏ, chỉ gồm hai ngôn ngữ là tiếng Önge và Jarawa, được nói ở miền nam quần đảo Andaman.
Hai ngôn ngữ:
- Tiếng Önge hay Onge (⟨ö⟩ biểu thị âm /ə/); 96 người nói (Önge) năm 1997, đa số đơn ngữ
- Jarawa hay Järawa; ước tính khoảng 200 người nói (Jarawa) năm 1997, đa số đơn ngữ

Một ngôn ngữ thứ ba, tiếng Jangil, đã tuyệt chủng trong khoảng thời gian 1895-1920, được ghi nhận là không thể thông hiểu với tiếng Jarawa, nhưng có nhiều nét tương đồng.

## Phân loại
Các ngôn ngữ Andaman được xếp vào hai ngữ hệ, Andaman Lớn và Önge, cùng với một ngôn ngữ không được ghi nhận, tiếng Sentinel. Sự tương đồng giữa hệ Andaman Lớn và Önge chủ yếu là ở hình thái học ngôn ngữ, cả hai hầu như không có từ vựng chung. Các nhà ngôn ngữ học, gồm cả những nhà nghiên cứu lâu năm như Joseph Greenberg, đều cho rằng các ngôn ngữ Andaman không tạo nên một ngữ hệ thống nhất. Có đề xuất rằng hệ Önge có quan hệ xa với ngữ hệ Nam Đảo, tạo thành một hệ gọi là Nam Đảo–Önge, nhưng đề xuất này không nhận được nhiều sự đồng tình.
Hai ngôn ngữ Önge tương đối gần gũi: 
| Önge nguyên thủy | *p   | *b | *t   | *d   | *kʷ   | *k   | *ɡ   | *j | *w | *c   | *ɟ | *m | *n | *ɲ | *ŋ | *l   | *r       |
| Jarawa           | p, b | b  | t    | d    | hʷ, h | h    | ɡ, j | j  | w  | c    | ɟ  | m  | n  | ɲ  | ŋ  | l    | r        |
| Önge             | b    | b  | t, d | d, r | kʷ, h | k, ɡ | ɡ, Ø | j  | w  | c, ɟ | ɟ  | m  | n  | ɲ  | ŋ  | l, j | r/j/l, Ø |

| Önge nguyên thủy | *i | *u | *a | *e      | *o | (*ə) |
| Jarawa           | i  | u  | a  | e, ə, o | o  | (ə)  |
| Önge             | i  | u  | a  | e, ə, o | o  | (ə)  |

*ə có vẻ là tha âm của *e trước âm mũi cuối từ.